# League of Ireland 1991/92
Die League of Ireland 1991/92 war die 71. Spielzeit der höchsten irischen Fußballliga. Titelverteidiger war der Dundalk FC.
Shelbourne FC gewann zum achten Mal die Meisterschaft.

## Modus
Die zwölf Mannschaften spielten jeweils dreimal gegeneinander. Damit absolvierte jedes Team im Verlauf der Saison 33 Spiele. Die beiden letzten Vereine stiegen in die First Division ab.

## Abschlusstabelle
| Pl. | Verein                | Sp. | S  | U  | N  | Tore    | Diff. | Punkte |
| --- | --------------------- | --- | -- | -- | -- | ------- | ----- | ------ |
| 1.  | Shelbourne FC         | 33  | 21 | 7  | 5  | 057:290 | +28   | 49:17  |
| 2.  | Derry City            | 33  | 17 | 10 | 6  | 049:210 | +28   | 44:22  |
| 3.  | Cork City             | 33  | 16 | 11 | 6  | 047:300 | +17   | 43:23  |
| 4.  | Dundalk FC (M)        | 33  | 14 | 12 | 7  | 044:310 | +13   | 40:26  |
| 5.  | Bohemians Dublin      | 33  | 14 | 9  | 10 | 045:340 | +11   | 37:29  |
| 6.  | Shamrock Rovers       | 33  | 9  | 15 | 9  | 033:300 | +3    | 33:33  |
| 7.  | St Patrick’s Athletic | 33  | 9  | 11 | 13 | 038:460 | −8    | 29:37  |
| 8.  | Bray Wanderers (N)    | 33  | 8  | 10 | 15 | 017:370 | −20   | 26:40  |
| 9.  | Sligo Rovers          | 33  | 7  | 11 | 15 | 033:420 | −9    | 25:41  |
| 10. | Drogheda United 1 (N) | 33  | 6  | 13 | 14 | 023:460 | −23   | 24:42  |
| 11. | Athlone Town          | 33  | 6  | 11 | 16 | 031:500 | −19   | 23:43  |
| 12. | Galway United (P)     | 33  | 7  | 8  | 18 | 037:580 | −21   | 22:44  |

Platzierungskriterien: 1. Punkte – 2. Tordifferenz – 3. geschossene Tore

| (M) | Amtierender irischer Meister         |
| (P) | Amtierender irischer Pokalsieger     |
| (N) | Neuaufsteiger aus der First Division |

## Kreuztabelle
| Hinrunde (Runden 1–22) | Hinrunde (Runden 1–22) | Hinrunde (Runden 1–22) | Hinrunde (Runden 1–22) | Hinrunde (Runden 1–22) | Hinrunde (Runden 1–22) | Hinrunde (Runden 1–22) | Hinrunde (Runden 1–22) | Hinrunde (Runden 1–22) | Hinrunde (Runden 1–22) | Hinrunde (Runden 1–22) | Hinrunde (Runden 1–22) | 1991/92               | Rückrunde (Runden 23–33) | Rückrunde (Runden 23–33) | Rückrunde (Runden 23–33) | Rückrunde (Runden 23–33) | Rückrunde (Runden 23–33) | Rückrunde (Runden 23–33) | Rückrunde (Runden 23–33) | Rückrunde (Runden 23–33) | Rückrunde (Runden 23–33) | Rückrunde (Runden 23–33) | Rückrunde (Runden 23–33) | Rückrunde (Runden 23–33) |
| ---------------------- | ---------------------- | ---------------------- | ---------------------- | ---------------------- | ---------------------- | ---------------------- | ---------------------- | ---------------------- | ---------------------- | ---------------------- | ---------------------- | --------------------- | ------------------------ | ------------------------ | ------------------------ | ------------------------ | ------------------------ | ------------------------ | ------------------------ | ------------------------ | ------------------------ | ------------------------ | ------------------------ | ------------------------ |
| Shelbourne FC          | Derry City             | Cork City              | Dundalk FC             | Bohemians Dublin       | Shamrock Rovers        | St Patrick’s Athletic  | Bray Wanderers         | Sligo Rovers           | Drogheda United        | Athlone Town           | Galway United          | Verein                | Shelbourne FC            | Derry City               | Cork City                | Dundalk FC               | Bohemians Dublin         | Shamrock Rovers          | St Patrick’s Athletic    | Bray Wanderers           | Sligo Rovers             | Drogheda United          | Athlone Town             | Galway United            |
|                        | 1:0                    | 3:3                    | 1:1                    | 1:2                    | 0:1                    | 1:0                    | 3:0                    | 1:0                    | 1:0                    | 2:0                    | 1:1                    | Shelbourne FC         |                          | 0:5                      | 0:1                      | –                        | 2:1                      | 2:1                      | –                        | –                        | 0:0                      | 2:1                      | –                        | –                        |
| 3:2                    |                        | 2:0                    | 0:0                    | 0:1                    | 0:0                    | 1:1                    | 2:0                    | 0:0                    | 7:1                    | 2:0                    | 1:0                    | Derry City            | –                        |                          | 0:1                      | 0:2                      | –                        | 3:1                      | –                        | 0:0                      | 3:1                      | –                        | 2:2                      | –                        |
| 2:2                    | 0:0                    |                        | 4:0                    | 1:1                    | 0:0                    | 3:1                    | 2:0                    | 1:0                    | 0:0                    | 1:1                    | 2:0                    | Cork City             | –                        | –                        |                          | –                        | 1:0                      | 1:0                      | 2:1                      | –                        | –                        | 0:0                      | –                        | 2:1                      |
| 0:2                    | 1:1                    | 3:0                    |                        | 0:1                    | 0:0                    | 1:0                    | 4:0                    | 1:0                    | 1:1                    | 4:1                    | 2:1                    | Dundalk FC            | 1:3                      | –                        | 1:1                      |                          | –                        | –                        | –                        | 0:0                      | 0:1                      | 0:0                      | –                        | –                        |
| 0:0                    | 0:1                    | 2:1                    | 1:2                    |                        | 1:1                    | 2:1                    | 2:0                    | 1:1                    | 2:0                    | 2:0                    | 2:1                    | Bohemians Dublin      | –                        | 1:2                      | –                        | 2:3                      |                          | 0:0                      | –                        | –                        | –                        | 1:1                      | 1:0                      | –                        |
| 1:2                    | 0:1                    | 1:3                    | 1:1                    | 1:3                    |                        | 1:1                    | 2:0                    | 2:0                    | 0:1                    | 2:0                    | 3:0                    | Shamrock Rovers       | –                        | –                        | –                        | 1:1                      | –                        |                          | 2:1                      | 1:1                      | 1:2                      | –                        | 2:1                      | –                        |
| 1:1                    | 0:1                    | 2:4                    | 1:0                    | 3:2                    | 1:1                    |                        | 2:1                    | 1:1                    | 3:1                    | 1:1                    | 1:1                    | St Patrick’s Athletic | 1:2                      | 2:1                      | –                        | 0:2                      | 1:3                      | –                        |                          | –                        | –                        | 2:1                      | 6:3                      | –                        |
| 0:1                    | 0:3                    | 0:0                    | 0:2                    | 1:0                    | 0:0                    | 0:1                    |                        | 1:2                    | 1:1                    | 1:1                    | 2:0                    | Bray Wanderers        | 0:2                      | –                        | 2:1                      | –                        | 1:0                      | –                        | 0:0                      |                          | –                        | –                        | 0:1                      | 0:2                      |
| 1:4                    | 2:2                    | 2:1                    | 1:2                    | 0:0                    | 0:1                    | 0:0                    | 1:2                    |                        | 2:3                    | 1:2                    | 5:1                    | Sligo Rovers          | –                        | –                        | 0:2                      | –                        | 1:2                      | –                        | 0:0                      | 0:1                      |                          | –                        | –                        | 3:0                      |
| 0:3                    | 0:2                    | 1:3                    | 2:2                    | 0:3                    | 0:0                    | 0:0                    | 0:1                    | 1:1                    |                        | 2:1                    | 0:0                    | Drogheda United       | –                        | 1:0                      | –                        | –                        | –                        | 0:0                      | –                        | 0:1                      | 0:3                      |                          | 1:2                      | 1:0                      |
| 0:2                    | 0:1                    | 0:0                    | 1:2                    | 0:0                    | 2:2                    | 2:3                    | 0:0                    | 0:0                    | 1:1                    |                        | 2:1                    | Athlone Town          | 1:2                      | –                        | 3:2                      | 2:1                      | –                        | –                        | –                        | –                        | 1:1                      | –                        |                          | 0:1                      |
| 1:3                    | 0:2                    | 1:2                    | 0:2                    | 4:4                    | 0:2                    | 4:0                    | 1:1                    | 5:1                    | 1:2                    | 1:0                    |                        | Galway United         | 0:5                      | 1:1                      | –                        | 2:2                      | 3:2                      | 2:2                      | 1:0                      | –                        | –                        | –                        | –                        |                          |